# A・r・i・e・s
『A・r・i・e・s』（アリエス）は、柏原芳恵の28枚目のシングル。1987年5月1日にEASTWORLD/東芝EMIから発売された。

## 概要
フィリップス・レコード（日本フォノグラム）から東芝EMIに移籍後第1弾となるシングル。タイトルの ″アリエス″ はラテン語で牡羊座を表す。A・B面ともに、作詞は1981年9月発売の「めらんこりい白書」以来およそ6年ぶりとなる阿久悠が手掛けている。
表題曲は1987年4月8日から同年9月23日まで放送されたフジテレビ水曜8時枠の連続ドラマ『アリエスの乙女たち』の主題歌として書き下ろされた。なお、同ドラマに柏原本人は出演していない。
この曲は第6回メガロポリス歌謡祭・ポップス部門の入賞曲に選出された。
売上枚数はおよそ5.2万枚。

## 収録曲
全曲作詞：阿久悠 / 作曲：林哲司 / 編曲：船山基紀
1. A・r・i・e・s（4:05）
2. 私のすべて（4:46）